# ريتشارد إتش كلاين
ريتشارد إتش كلاين (بالإنجليزية: Richard H. Kline)‏ هو مصور سينمائي أمريكي، ولد في 15 نوفمبر 1926 في لوس أنجلوس في الولايات المتحدة، وتوفي بنفس المكان في 7 أغسطس 2018.

## وصلات خارجية
- ريتشارد إتش كلاين على موقع IMDb (الإنجليزية)
- ريتشارد إتش كلاين على موقع ألو سيني (الفرنسية)
- ريتشارد إتش كلاين على موقع أول موفي (الإنجليزية)
- ريتشارد إتش كلاين على موقع قاعدة بيانات الأفلام السويدية (السويدية)
- ريتشارد إتش كلاين على موقع قاعدة بيانات الفيلم (الإنجليزية)
- ريتشارد إتش كلاين على موقع كينوبويسك (الروسية)